# Hatušili II.
Hatušili II. bi lahko bil kralj Hetitskega cesarstva (Novo kraljestvo), ki je vladal v zgodnjem 14. sotletju pr. n. št. (kratka kronologija).
Njegov obstoj je sporen. V sporazumu med Muvatalijem II. in Talmi-Šarumo Alepskim je omenjen vladar z imenom Hatušili, ki bi lahko bil neznan hetitski vladar ali Hatušili I.